# Киберэтика

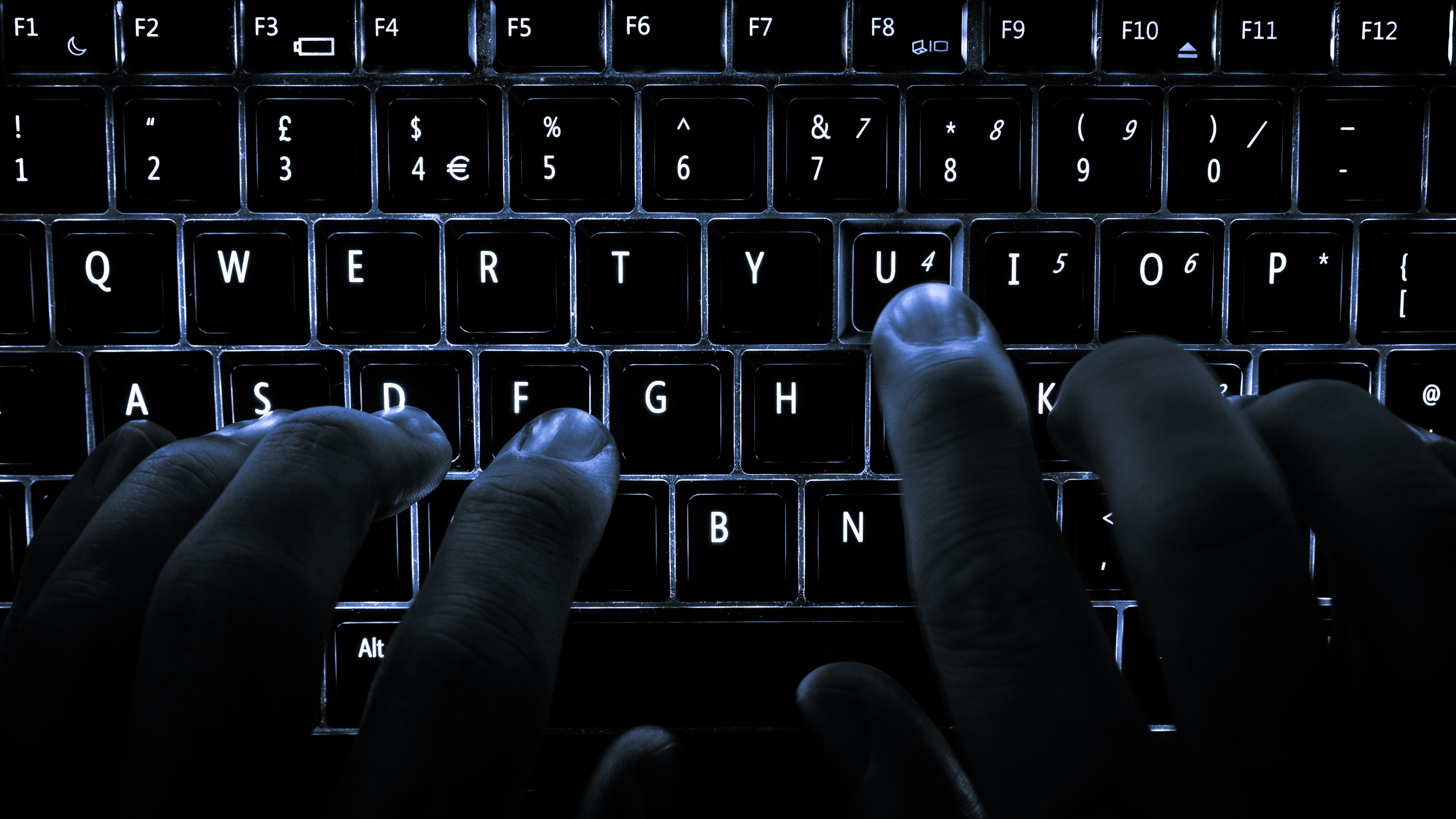
Показаны руки, набирающие текст на клавиатуре с подсветкой для общения с компьютером

Киберэтика — философская область этики, относящаяся к компьютерам, охватывающая поведение пользователей, то, на что запрограммированы компьютеры, и каким образом это влияет на отдельных людей и общество в целом.
Примеры вопросов, которыми занимается киберэтика:
- Естественно ли транслировать личную информацию о других людях в Интернете (такую как онлайн-статусы или текущее местоположение через GPS и т. п.).
- Нужно ли защищать пользователей от ложной информации.
- Кому принадлежат цифровые данные (музыка, фильмы, книги, веб-страницы и т. д.) и что пользователи вправе с ними делать.
- Насколько доступны могут быть азартные игры и порнография в сети.
- Является ли доступ в Интернет основным правом каждого.

## История конфиденциальности
Изобретение фотокамеры в конце 19 века подстегнуло возникновение таких же этических дебатов, какие ведутся об Интернете в нынешнее время. В процессе семинара 1890 года, посвящённого Harvard Law Review, Уоррен и Брандейс определили конфиденциальность с этической и моральной точки зрения как нечто «важнейшее для чувства собственного достоинства и индивидуальности. Конфиденциальность также необходима для чувства независимости — „чувства, что существует в жизни человека область, находящаяся под его или её контролем, область, свободная от вторжения извне“. Потеря конфиденциальности может даже подвергнуть опасности здоровье человека». Спустя сто лет Интернет и распространение личных данных посредством правительств и электронной коммерции — феномен, требующий нового витка этических дебатов, в том числе и о конфиденциальности.
Конфиденциальность можно разделить на ограничение доступа других к индивидуальности с «тремя элементами: секретностью, анонимностью и уединением». Секретность заключается в защите персонализированной информации от свободного распространения. Анонимность — в праве личности на защиту от нежеланного внимания. Уединение — в отсутствии физической близости человека с окружающими.
Люди предоставляют личную информацию во время совершения сделок и регистрации на различных сервисах. Этическая практика деловых отношений подразумевает защиту конфиденциальности клиентов путём сокрытия информации, которая может способствовать потере секретности, анонимности и уединения. Информация по кредитным картам, номера социального страхования, телефонные номера, девичьи фамилии матерей, а также адреса свободно собираются и передаются через Интернет, что тоже может привести к потере конфиденциальности.
Мошенничество и выдача себя за другое лицо — примеры злонамеренных действий, которые совершаются благодаря прямому или косвенному злоупотреблению личной информацией. Из-за доступности этой информации в Интернете быстро растёт количество преступлений в области кражи личности. К примеру, 7 миллионов американцев стали жертвами краж личности в 2002 году, и почти 12 миллионов — в 2011, что делает данное преступление самым быстрорастущим. Публичные записи поисковых систем и баз данных — главные виновники роста киберпреступности. Ниже перечислено несколько рекомендаций, позволяющих оградить сетевые базы данных от распространения секретной информации о сотрудниках:
1. Не включайте секретные уникальные идентификаторы в записи баз данных, такие как номера страховых свидетельств, даты рождения, родные города и девичьи фамилии матерей.
2. Не публикуйте засекреченные телефонные номера.
3. Сделайте максимально доступным и понятным способ, при помощи которого люди могут удалить информацию о себе из базы данных.
4. Блокируйте службы обратного просмотра номеров страховых свидетельств[6].

## Сбор личных данных
В наши дни хранилища данных используются для того, чтобы собирать и хранить большое количество личных данных и истории потребительских сделок. Они могут хранить большие объёмы потребительских данных неограниченное количество времени. Основные структуры, вносящие вклад в нарушение секретности, включают в себя базы данных, куки, шпионское программное обеспечение.
Некоторые могут сказать, что хранилища данных не должны иметь равных по защищенности. Как бы то ни было, правда в том, что с корпоративных веб-сайтов и социальных сетей может быть извлечено достаточное количество информации для обратного поиска. Поэтому важно обратить внимание на этические проблемы, связанные с тем, как защищённые данные появляются в публичном доступе.
В результате бизнес по защите от кражи личности процветает, а компании типа LifeLock и JPMorgan Chase получают прибыль, продавая защиту от данного вида преступлений.

## Собственность
Этические дебаты долгое время касались понятия собственности. Оно стало причиной многих столкновений в сфере киберэтики. Споры касательно собственности возникают, когда право собственности нарушено или же неоднозначно.

### Права на интеллектуальную собственность
Постоянно возрастающая скорость Интернета и появление технологий сжатия, таких как mp3, открыли путь для пирингового обмена файлами, технологии, которая позволяет пользователям анонимно отсылать друг другу файлы, появившейся в программах типа Napster и используемой сейчас в протоколах передачи данных типа BitTorrent. Большая часть передаваемой музыки была защищена авторским правом, что делало её передачу другим лицам незаконной. Этично ли пересылать защищённые авторским правом медиафайлы — другой вопрос.
Сторонники неограниченного обмена файлами утверждают, что обмен дал людям более свободный и быстрый доступ к медиафайлам, положительно повлиял на появление новых артистов и уменьшил расходы на передачу медиа (что влечёт за собой и меньший вред окружающей среде). Сторонники ограничений обмена файлами возражают и говорят, что необходимо защищать доход артистов и других людей, работающих над созданием медиа. Частично этот аргумент оспаривается указанием на малое количество денег, получаемое артистами от законной продажи их творчества.
Похожие дебаты можно наблюдать по вопросу интеллектуальной собственности применительно к ПО. Позиции в споре: за закрытые исходные коды ПО, распространяемые по лицензии, и за свободный доступ к исходным кодам ПО. Аргументом первой позиции может стать тот факт, что компании не будут инвестировать разработку неделями и месяцами, если не будет никакого стимула в виде дохода с продаж и лицензионных сборов. Аргументом второй — «стоять на плечах гигантов» гораздо дешевле, когда у этих гигантов нет прав на интеллектуальную собственность. Некоторые сторонники открытого доступа считают, что все программы должны быть доступны каждому, кто пожелает их изучать.

### Технические средства защиты авторских прав
С появлением ПО технических средств защиты информации возникли новые проблемы, связанные с вопросом, этично ли обходить эти средства. Некоторые считают взломщиков ТСЗАП защитниками прав пользователей, позволяющими слепым создавать аудиокниги из полученных PDF-файлов, а прочим людям — переписывать законно купленную музыку на CD или передавать её на другие компьютеры. Другие же видят в этом лишь нарушение прав владельцев интеллектуальной собственности, открывающее путь для невозмещаемого использования защищённого медиа.

## Безопасность
Безопасность уже давно является темой этических дебатов. Правильно ли защищать в первую очередь общественное благо или же право отдельного человека приоритетнее? Продолжается дискуссия по вопросам границ между первым и вторым и поиску верных компромиссов. С ростом числа людей, подключённых к Интернету, а также увеличением количества доступных персональных данных повышается риск кражи личности, киберпреступлений и взлома. Это приводит к дискуссии о том, кто имеет право регулировать Интернет в интересах безопасности.

## Точность
Благодаря доступности и некоторой коллективной природе Интернета, приходится столкнуться с проблемами точности, например, с вопросом, кто ответственен за достоверность информации, доступной в сети. С этической точки зрения сюда входят споры по поводу того, кому может быть позволено пополнять информацию и кто должен быть ответственен за ошибки или ложную информацию. Отсюда возникает вопрос, каким образом пострадавшей стороне, если таковая найдётся, будет возмещён ущерб и под чьей юрисдикцией будет находиться правонарушение.

## Доступность, цензура и фильтрация
Темы доступности, цензуры и фильтрации информации поднимают немало этических вопросов, относящихся к киберэтике. Наличие этих вопросов продолжает ставить под сомнение наше понимание конфиденциальности и секретности, а также наше участие в жизни общества. На протяжении веков во имя защиты и безопасности изобретались различные устройства. В наши дни приложения для этих целей представлены в форме ПО, которое фильтрует домены и содержимое, так что те становятся менее доступными, если только не применять различные хитрости, или, на персональном уровне и бизнес-уровне, в форме свободных контент-фильтров. Интернет-цензура и фильтрация используются для контроля и пресечения публикации информации или доступа к ней. Правовые вопросы здесь сходны с вопросами обычных цензуры и фильтрации, а аргументы, применяемые в спорах на тему обычной цензуры, применяются и в случае сетевой цензуры. Что вернее, предоставить людям свободный доступ к информации или оградить их от того, что руководство посчитает вредным, непристойным или незаконным? Большое беспокойство вызывает проблема доступа к сети несовершеннолетних. Появилось много сетевых активистских групп, ставящих своей целью повышение информированности и контроля доступа несовершеннолетних к Интернету.
Проблемы цензуры и фильтрации возникают как на низких уровнях (например, когда компания ограничивает доступ своих сотрудников к киберпространству, блокируя конкретные веб-сайты, считающиеся снижающими производительность труда), так и на высоких (когда правительство создаёт файрвол, подвергающий цензуре и фильтрующий конкретную информацию, доступную в сети за пределами страны гражданам и всем, кто находится на территории данного государства). Один из наиболее известных примеров, когда страна контролирует доступ в сеть, — проект «Золотой щит», также называемый «Великий Китайский Файрвол», цензурирующий и надзорный проект, установленный и управляемый КНР. Другой пример — процесс Международной Лиги против расизма и антисемитизма и Общества французских еврейских студентов против корпорации Yahoo! в США и Франции, в котором Французский Суд постановил, что «доступ французских Интернет-пользователей к Интернет-аукциону, на котором размещены предметы с нацистской символикой, являлся нарушением законов Франции и оскорблением „памяти поколений“ страны, а сам показ таких объектов (например, выставки униформы, орденов или эмблем, похожих на те, что носили или демонстрировали нацисты) на территории Франции является нарушением статьи R645-1 Уголовного кодекса и вследствие этого считается угрозой общественному порядку». Со времени этого судебного постановления многие веб-сайты вынуждены считаться с законами стран, имеющих к ним доступ.

### Свобода информации
Свобода информации, то есть свобода слова, а заодно и свобода искать, получать и передавать информацию, поднимает вопрос, у кого или у чего есть власть в киберпространстве. Право на свободу информации обычно зависит от ограничений, на которые влияет затрагиваемая страна, общество или культура.
Существует три точки зрения на данную проблему применительно к Интернету. Первая заключается в том, что Интернет — форма СМИ, к которой имеют доступ жители государства и которую, следовательно, каждое государство должно регулировать само в рамках своей юрисдикции. Вторая заключается в следующем: «Правительства Индустриального мира… ваша власть не простирается туда, где собираемся мы [в Интернете]… У нас нет выборного правительства, и скорее всего не будет… У вас нет морального права управлять нами, нет у вас и таких методов принуждения, которых мы имели бы основания бояться». Третья сторона считает, что Интернет сметает все ощутимые границы, такие как границы государств, поэтому власть должна быть передана международному органу, так как то, что законно в одной стране, может быть противозаконно в другой.

### Цифровой барьер
Отдельной проблемой в этических вопросах, касающихся свободы информации, является так называемый цифровой барьер. Под ним подразумевается социально-экономический разрыв между теми, кто имеет доступ к цифровым и информационным технологиям, таким как киберпространство, и теми, у кого доступ ограничен или отсутствует. Такая разница в возможностях между странами или регионами мира называется глобальным цифровым барьером.

### Сексуальность и порнография
Сексуальность с точки зрения сексуальной ориентации, супружеская неверность, секс с несовершеннолетними или между ними, порнография всегда провоцировали этические споры. Всё это, так или иначе, отражено в сети. Историческое развитие индустрии сетевой порнографии и производимой пользователями порнографии изучалось с точки зрения их резонанса. Одни из самых крупных киберэтических дебатов касаются регулирования, распространения и доступности порнографии в сети. Материалы с жёсткой порнографией контролируются правительствами с помощью законов, касающихся того, в каком возрасте можно получить к ним доступ и какие их формы приемлемы. Доступность порнографии в сети ставит под сомнение власть и поднимает вопрос регулирования, в особенности применительно к детской порнографии, которая является незаконной в большинстве стран, равно как и порнография, содержащая сцены насилия или зоофилии.

### Азартные игры
Азартные игры — постоянная тема этических дебатов, в которых одни считают игры вредными по своей сути и выступают за запрет, в то время как другие поддерживают отсутствие законного вмешательства. «Между этими противоположными позициями лежит огромное количество мнений о том, какие типы азартных игр правительствам стоит разрешить и где их можно проводить. Изучение вопроса азартных игр заставляет высшие должностные лица государства обсуждать такие проблемы, как зависимость, налогообложение, образ жизни старшеклассников, профессиональный и университетский спорт, организованная преступность, нейробиология, самоубийства, разводы и религия». Благодаря этим разногласиям азартные игры или запрещаются, или строго контролируются на местном или национальном уровнях. Доступность Интернета и его способность беспрепятственно пересекать географические границы привели к распространению нелегальных сетевых азартных игр, часто в виде офшорных операций. С годами количество сетевых азартных игр, как легальных, так и нет, выросло в геометрической прогрессии, что привело к сложностям регулирования. Этот огромный рост вызвал у некоторых людей вопросы относительно этичности существования азартных игр в сети.

## Связанные организации
Перечисленные ниже организации представляют интерес для дебатов по киберэтике:
- International Federation for Information Processing (IFIP);
- Association for Computer Machinery, Special Interest Group: Computers and Society (SIGCAS);
- Electronic Privacy Information Center (EPIC);
- Electronic Frontier Foundation (EFF);
- International Center for Information Ethics (ICIE);
- Directions and Implications in Advanced Computing (DIAC);
- The Centre for Computing and Social Responsibility (CCSR);
- Cyber-Rights and Cyber-liberties;
- International Journal of Cyber Ethics in Education (IJCEE).

## Этические кодексы в информатике
Ниже представлены четыре наиболее интересных примера этических кодексов для профессионалов в сфере ИТ.

### RFC 1087
В RFC 1087, созданном в январе 1989 года, Совет по архитектуре Интернета определяет деятельность как неэтичную и неприемлемую, если в её процессе:
1. Преследуется цель получить неразрешённый доступ к ресурсам Интернета.
2. Интернет не используется как предполагается.
3. Расточаются ресурсы (человеческие, компьютерные).
4. Нарушается целостность компьютерной информации.
5. Подвергается риску конфиденциальность пользователей.

### Кодекс справедливого использования информации
Кодекс справедливого использования информации базируется на пяти принципах, подчёркивающих требования к системам учёта. Эти требования были введены Министерством здравоохранения и социальных служб США в 1973 году.
1. Не должно существовать систем, накапливающих персональную информацию, сам факт существования которых является секретом.
2. Каждый человек должен иметь возможность контролировать, какая информация о нём хранится в системе и каким образом она используется.
3. Каждый человек должен иметь возможность не допустить использования информации, собранной о нём для одной цели, с другой целью.
4. Каждый человек должен иметь возможность корректировать информацию о себе.
5. Каждая организация, занимающаяся созданием, сопровождением, использованием или распространением массивов информации, содержащих персональные данные, должна обеспечить использование этих данных только в тех целях, для которых они собраны, и принять меры против их использования не по назначению.[17]

### Десять заповедей компьютерной этики
Институт компьютерной этики, некоммерческая организация, чья миссия — продвигать технологии с этической точки зрения, приводит эти правила в качестве руководства по компьютерной этике:
1. Не используй компьютер во вред другим.
2. Не вмешивайся в работу с компьютером других пользователей.
3. Не заглядывай в чужие компьютерные файлы.
4. Не используй компьютер для воровства.
5. Не используй компьютер для лжесвидетельства.
6. Не используй и не копируй программы, за которые ты не заплатил.
7. Не используй чужой компьютер без разрешения.
8. Не присваивай плоды интеллектуального труда других.
9. Думай о социальных последствиях программы, которую ты написал.
10. Используй компьютер сознательно и уважительно по отношению к другим.

### Этический кодекс (ISC)2
(ISC)2, организация, ставящая своей целью профессиональную сертификацию специалистов в области компьютерной безопасности, определяет свой кодекс этики следующими положениями:
1. Поступай честно, справедливо, ответственно, в рамках закона. Защищай всеобщее благополучие.
2. Усердно трудись, предоставляй качественные услуги и развивай сферу безопасности.
3. Поощряй увеличение количества исследований: обучай, направляй и отдавай должное сертификации.
4. Избегай небезопасных действий, оберегай и усиливай целостность общественных инфраструктур.
5. Придерживайся соглашений, гласных и негласных. Давай разумные советы.
6. Избегай любого конфликта интересов, уважай веру других людей в себя, берись только за ту работу, выполнить которую тебе под силу.
7. Сохраняй и обновляй навыки, не участвуй в мероприятиях, которые могут навредить репутации других профессионалов.[17]